# توتال وار: روما 2
الحرب الشاملة: روما 2 (بالإنجليزية: Total War: Rome II)‏ هي لعبة إستراتيجية طورت بواسطة ذا كريتيف أسمبلي ونشرت من طرف سيجا وأطلقت في 3 من سبتمبر 2013 لمنصة مايكروسوفت ويندوز. وتعتبر الجزء التاسع من سلسلة توتال وار وخليفة الجزء الأول روما:الحرب الشاملة الذي صدر في 2004. واجهت اللعبة عدة مشاكل تقنية إبان إطلاقها (البعض من هذه المشاكل تم تصليحها في نسخة الإمبراطور)، رغم ذلك فهي تعتبر ناجحة تجاريا محققة مبيعات تفوق الإصدارات السابقة.

## اللعب
الحرب الشاملة: روما 2 تصور فترة ما قبل الميلاد، وتركز بشكل عميق على تصوير الثقافات القديمة في ذلك الوقت. أحداث اللعبة تبدأ من 272 ق.م وتستمر لمدة 300 سنة.
قدرة المحرك Warscape البصرية جعلت اللعبة أكثر حيوية وواقعية حيث تسمح للاعب بتقريب الكاميرا إلى حدود يستطيع فيها رؤية الجنود بالحجم الحقيقي وبدقة عالية في ساحة المعركة، كما يستطيع المحرك معالجة آلاف الجنود في نفس الوقت لجعل أحداث المعركة أكثر واقعية. وقد ذكرت ذا كريتيف أسمبلي أنها تود إخراج الجانب الإنساني للحرب، بجنود يتفاعلون مع رعب مشاهدة زملائهم يقتلون حولهم، وخطابات الجنرلات البطولية لجنودهم قبيل ضرب حصون العدو. مدعمة بتأثيرات وأنيمشن واقعيين.
الجيوش والقوات البحرية لديها قدرات قابلة للتغيير على خريطة اللعبة. هذه القدرات تحدد مجموعة من العوامل على الخريطة، مثل مجموع نقاط الحركة لكل دور أو القدرة على نشر الفخاخ والكمائن. على سبيل المثال، «التحرك الإجباري» هي قدرة تمكن الجيش من مواصلة السير، ولكنها تتعب الوحدات وتحد من القدرة القتالية وتتركهم عرضة للكمائن. و«قدرة ضد الكمائن» تتيح للاعب وضع التحصينات مثل الأوتاد المضادة للأحصنة أو الحصون، و «قدرة الكمين» تمكن من وضع الفخاخ مثل الكرات النارية وحفر الكبريت. كما يمكن تدريب الجيوش والأساطيل في  روما 2 حتى عدد أقصاه 20 وحدة، وتعيين جنرال لقيادتهم باعتباره امراُ ضرورياً. كما يمكن للدولة أن تصبح إمبراطورية باحتلال المزيد من المناطق وجني المزيد من الذهب. للاعبين أيضا القدرة على تسمية وحداتهم في الجيش وتغيير الشعارات الخاصة بهم.
عندما يتم تشكيل جيش، يجب على اللاعب اختيار جنرال من قائمة العائلة الملكية المتاح لقيادة الجيش الجديد. عندما تجند وحدات جديدة، ويدخل الجيش في وضعية الحشد لا يمكن للاعب أن يحرك الجيش حتى يتم إضافة وحدات جديدة للجيش. ويمكن لكل من الجيوش والجنرالات اكتساب مهارات وصفات كلما ارتفع مستواهم بعد المعارك. يمكن أن تتم ترقية كل مهارة حتى تصل إلى المستوى الثالث لتعزيز الجيش أو الأداء العام. وعلاوة على ذلك، إذا فقد الجيش جنراله، سيتم تعيين جنرال جديد من قبل اللاعب قبل المعركة التي مات فيها الجنرال. كل هذا ينطبق أيضا على الأساطيل وأدميرالات البحرية.
كما هو الحال في  الحرب الشاملة: شوغون 2 ، فإن اللاعب مطالب بإتخاد قرارات مصيرية. وقد وسعت ذا كريتيف أسمبلي هذه الميزة، فمع كل قرار قيادي يتخذه اللاعب سيؤثر ذلك على الخيارات والقرارات المستقبلية بناءً على قرارات اللاعب السابقة. وهذه القرارات تؤثر بشكل مباشر على الطريقة التي يلعب بها، مثل تحول الجمهورية الرومانية إلى الإمبراطورية الرومانية عند قيام الحرب الأهلية. بالإضافة إلى ذلك، بدلا من ترقية مهارات الجنرالات وأفراد الأسرة الملكية فقط كما هو الحال في الإصدارات السابقة من سلسلة توتال وار، يمكن للاعب أيضا ترقية المهارات للفيالق كلما اكتسبوا الخبرة القتالية بعد خوضهم المعارك.

## الخريطة
خريطة الحرب الشاملة: روما 2 تمتد من باكتريا (أفغانستان) إلى لوسيتانيا (البرتغال) ومن كاليدونيا (اسكتلندا) إلى Garamantia (في الصحراء). وهي مقسمة إلى 173 منطقة، تم تجميع المناطق داخل 57 محافظة. المحافظات عبارة عن تجمعات للمناطق يصل عددها إلى أربع، ويمكن غزو كل منطقة داخل المحافظة بشكل منفصل. ومع ذلك، فإن السيطرة على المحافظة بشكل كامل يسمح للاعب بتفعيل مرسوم على مستوى المحافظة بأكملها، هذه المراسم تقدم المكافآت مثل زيادة سعادة الساكنة أو الإنتاج الحربي. كما يتم عرض خيارات البناء في المناطق داخل المحافظة على قائمة واحدة. إذا كانت سعادة الساكنة منخفضة جدا في المحافظة، فإن المنطقة الأكثر تعاسة هي التي ستثور بدلا من المحافظة بأكملها.
كل محافظة لها عاصمة مدعمة بالحصون. يمكن للاعب بناء معدات الحصار وحصار عاصمة المحافظة فقط في محاولة من المطور لتقليل كمية معارك الحصار، وتقديم سيناريوهات قتال مختلفة للمستوطنات صغيرة. ونظرا لحجم العواصم الكبير، تتوفر هذه الأخيرة على بوابات أكثر من المستوطنات المجاورة.

## الأمم
توفر اللعبة 117 دولة في مختلف أنحاء الخريطة. لكل منها مميزاتها ووحداتها الخاصة، ثمانية منهم قابلين للعب في الإصدار الأول. تمت إضافة العديد من الدول القابلة للعب سوءا بإضافات مجانية أو مدفوعة.
تنقسم الدول القابلة للعب إلى تسع مجموعات ثقافية: الهلنستية، اللاتينية، البونيقية، سلتيك الإسكتلندي، الجرمانية، البدوية الصحراوية، الايبيرية، القبلية البدوية، البلقان والشرقية. تمتلك كل منهم صفات فريدة مرتبطة بهم، وكل منهم تعطي تجربة مختلفة تماما. بعض الدول تركز في الأساس على الغزو العسكري (مثل القبائل البربرية)، في حين أن آخرين (مثل الدول الإغريقية أو الشرقية) تركز أكثر على الدبلوماسية والتجارة.

## وصلة خارجية
- توتال وار: روما 2 على موقع IMDb (الإنجليزية)
- الموقع الرسمي